# Alf (Rhénanie-Palatinat)
Pour les articles homonymes, voir Alf.
Alf est une commune située dans l'arrondissement de Cochem-Zell, dans le land de Rhénanie-Palatinat en Allemagne.

## Géographie

## Personnalités
- Herta Gotthelf (1902-1963), femme politique
- Jo Niemeyer (1946-), artiste